# コリオンディ族

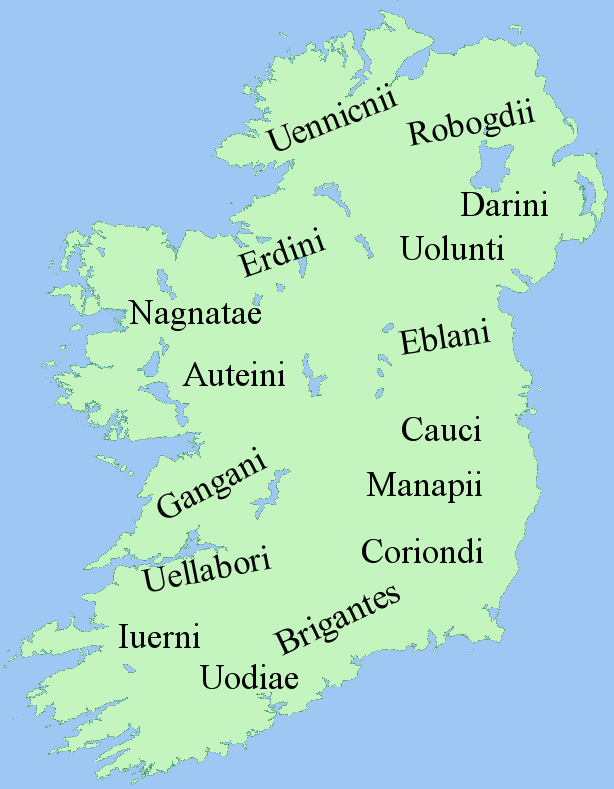
プトレマイオスによる古代アイルランドの民族分布

コリオンディ族(Κοριονδοί) は古代アイルランドの民族のひとつ。2世紀のプトレマイオスの著作『地理書』によればレンスター南部に居住していた。オアイン・マクニールは後代のアイルランドの人口集団である、ボイン渓谷に居住していたCoraind族とコリオンディ族を同定した。他にコリオンディ族と関連する可能性のある名として、中世前期のアイルランドの民族であるCorcu Cuirnd、Cuirennrige、Dál Cuirind、ブリテン島の民族であるコリオノタタエ(ノーサンバーランドのヘクサムの碑文で名を知られる)、Corinion(ブリソン諸語においてサイレンセスターを指す名)が挙げられる。
∗corio-という要素はガリア語においても個人や氏族の名の中に現れ、通常は軍隊や戦士団を意味して用いられる。